# Leganés
Leganés – miasto w Hiszpanii, we wspólnocie autonomicznej Madryt, 11 km na południe od Madrytu. W 2022 liczyło 186 660 mieszkańców.
W mieście znajduje się stacja kolejowa Leganés. Gmina posiada liczne centra edukacyjne, głównie publiczne szkoły podstawowe i średnie, a także specjalne centrum edukacji specjalnej.
W mieście rozwinął się przemysł chemiczny, odzieżowy, obuwniczy, elektrotechniczny, środków transportu oraz spożywczy.

## Współpraca
- Egaleo, Grecja
- Somoto, Nikaragua
- Arroyo Naranjo, Kuba
- Conchalí, Chile
- Papel Pampa, Boliwia
- Al-Kuwajra, Maroko
- Betlejem, Palestyna
- Macará, Ekwador
- Huzhou, Chińska Republika Ludowa
- Targuist, Maroko